# 一圓一億
一圓 一億（一円 一億、いちえん かずお、1911年5月23日 - 1987年6月3日）は、日本の法学者。専門は憲法。
高知県出身。1934年京都帝国大学法学部卒。東亜同文書院助教授。1946年愛知大学助教授、1953年関西学院大学法学部教授。1956年「法の解釈と適用」で関西学院大学より法学博士の学位を取得。1978年定年、名誉教授。

## 著書
- 『法の解釈と適用』有斐閣 1958
- 『憲法基本問題の研究』弘文堂 関西学院大学研究叢書 1959
- 『憲法大要』中央書房 1961
- 『憲法の基本問題 違憲審査を中心として』有信堂 1971

### 共編
- 『討論日本国憲法』黒田了一,田畑忍共編 三一新書 1960
- 『憲法問題入門』黒田了一共編 有斐閣 1963
- 『憲法 人類と法生活』編 中央書房 1975

記念論文集
- 『憲法と環境問題 一円一億博士還暦記念論文集』中央書房 1976

## 論文
- CiNii>一円一億